# Анадирська затока

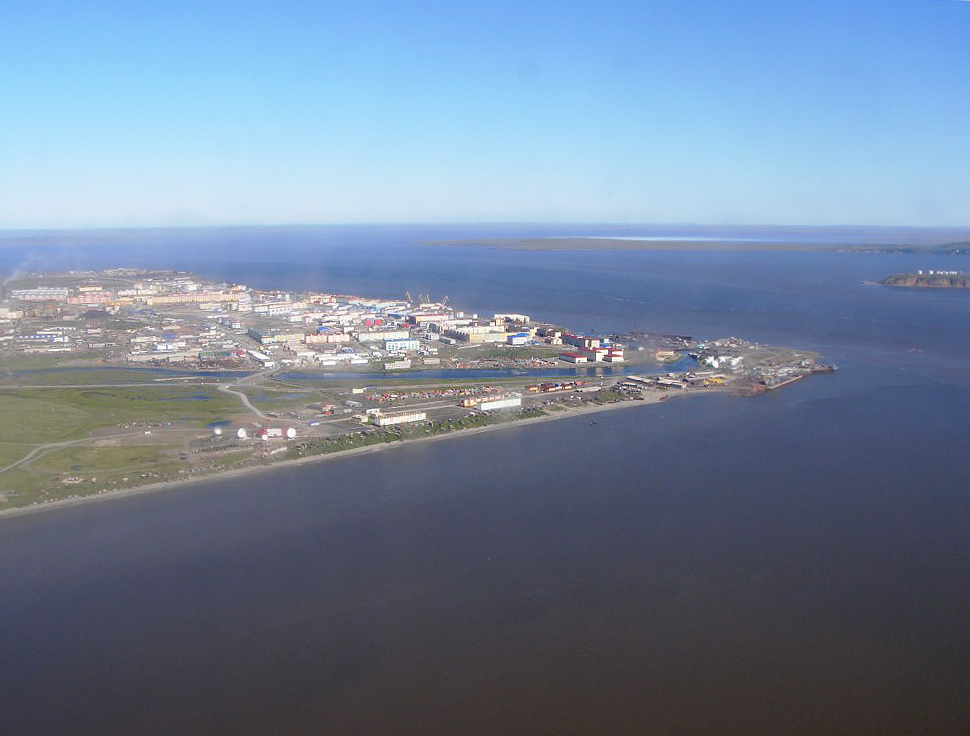
Анадирська затока біля міста Анадир

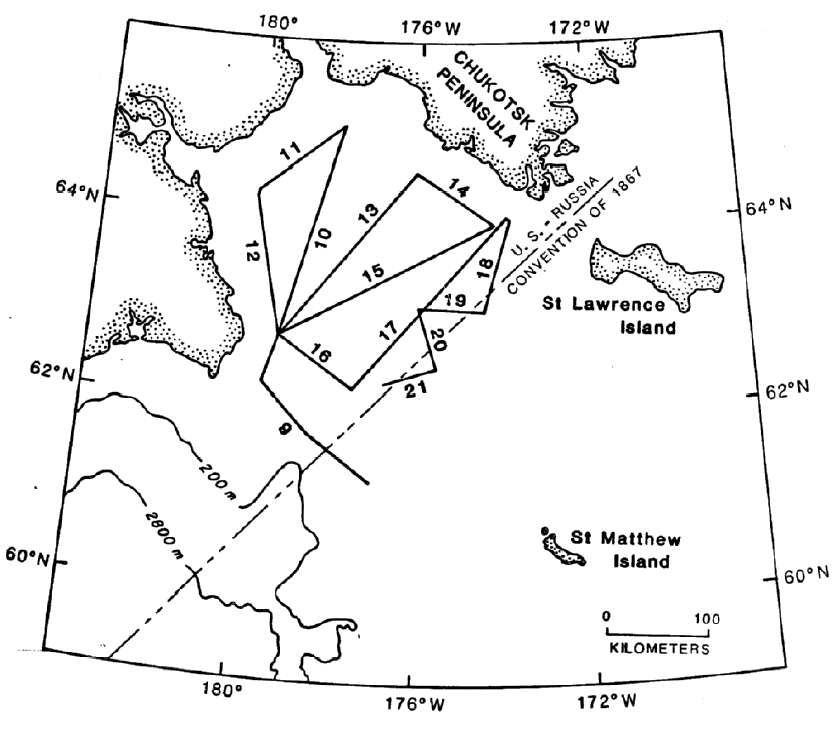
Анадирська затока на мапі

Анадирська затока — найбільша затока Берингового моря, у берегів Чукотки між мисом Чукотський і мисом Наварин.
- довжина 278 км,
- ширина біля входу близько 400 км,
- глибини до 100-105 м.

У верхів'ях затоки розташовані затока Хреста і Анадирський лиман. У затоці Онемен в Анадирську затоку впадає річка Анадир і Велика. Значну частину року покрита плавучими льодами. Припливи півдобові, на півдні — змішані. Їх величина до 3 м. На узбережжі місто Анадир.
Відкрита в 1648 році під час експедиції Семена Дежньова. Перша карта затоки була складена в 1665 році Іваном Курбатовим.
В акваторії Анадирської затоки зустрічаються 19 видів ссавців, з яких 7 видів занесені до Червоної Книги РФ.
Тут мешкають великі популяції гренландських і сірих китів, лахтака, білухи, горбача, косатки, акіби, ларги, крилатки, а також білий ведмідь.
Риба: сайка, лососеві, камбала, бичок, корюшка, мойва, тріска.
Зустрічаються синій і полярний краб, кілька видів молюсків, асцидії.
На узбережжі і в акваторії Анадирської затоки виявлені запаси нафти і газу. Найбільшим є Західно-Озерне багатопластове газове родовище.